# 近江日野商人館
近江日野商人館（おうみひのしょうにんかん）は、滋賀県蒲生郡日野町大窪1011番地にある資料館。近江日野商人（近江商人の一部）だった旧山中兵右衛門家本宅を活用している。1981年（昭和56年）に六代目山中兵右衛門から「歴史民俗資料館として提供したい」との申し出を受けて、日野町が日野町歴史民俗資料館として公開されたもので、正式名称は「日野町歴史民俗資料館 近江日野商人館」。敷地内の建物6棟が国登録有形文化財。

## 沿革

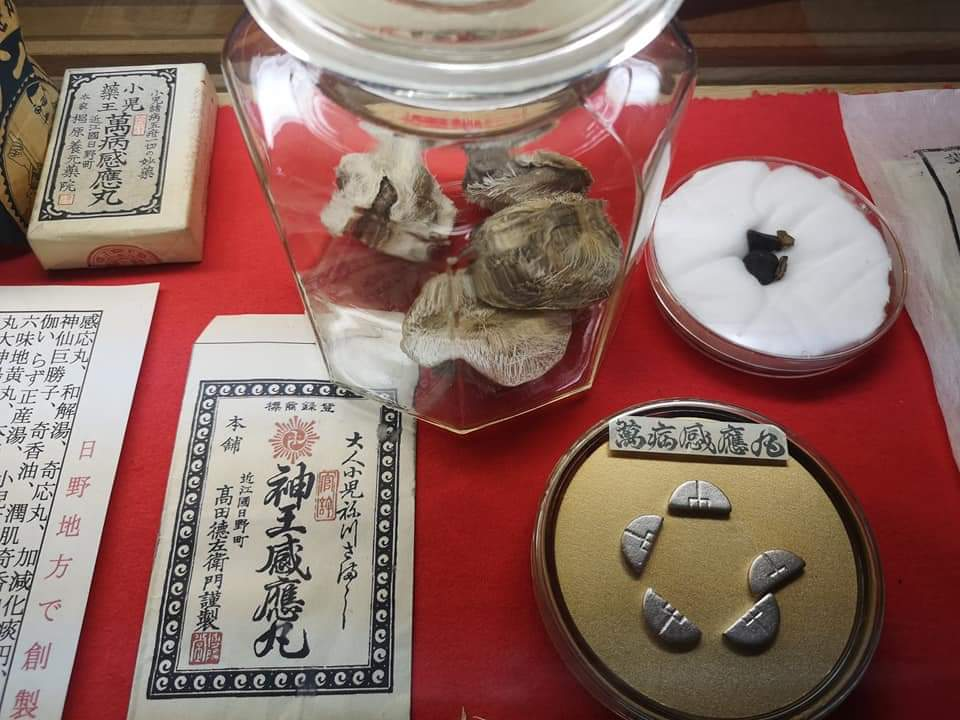
日野商人が製造・販売した合薬「感応丸」

### 山中兵右衛門家
江戸時代において、近江日野商人（近江商人の一部）は近江国日野（現在の滋賀県蒲生郡日野町）に本宅を置き、他国で商いをしていた。日野商人は商売の初期には日野椀の行商に従事し、やがて合薬を携えて北関東や東海地方に行商に赴いて財を成し、蓄財した者の多くが行商先の現地に店を構えて醸造業などを営んだのが特徴で、小規模な出店を繰り返し拡張していったことから「日野の千両店」と呼ばれ、近江商人のなかでも群を抜いて多くの出店を持った。
日野の住人であった初代の山中兵右衛門は、1704年（宝永元年）に沼津・御殿場方面への日野椀の行商を手始めに関東への行商を続け、1718年（享保3年）には御殿場に店舗を持つに至った。三代目の兵右衛門は1800年（寛政12年）御殿場で酒造業を始め、1813年（文化10年）からは小田原藩への貸し付けも始めるなど営業範囲を広げていった。第六代目の山中兵右衛門は1921年（大正10年）家督を相続した後、1934年（昭和9年）から1936年（昭和11年）まで日野町長を務め、1981年（昭和56年）に本宅建物を日野町に寄贈した。
現在の本宅建物は、1936年（昭和11年）に六代目山中兵右衛門が作成した図面をもとに新築されたもので、不景気な職人の生活の救済を目的としたお助け普請の建物でもあった。
| 山中兵右衛門家の歴代当主一覧 | 山中兵右衛門家の歴代当主一覧 | 山中兵右衛門家の歴代当主一覧 | 山中兵右衛門家の歴代当主一覧 | 山中兵右衛門家の歴代当主一覧                     |
| ---------------------------- | ---------------------------- | ---------------------------- | ---------------------------- | ------------------------------------------------ |
|                              | 生年                         | 家督                         | 没年                         | 続柄                                             |
| 初代山中兵右衛門             | 1685年（貞享2年）            |                              | 1774年（安永3年）            | 1704年（宝永元年）から行商を始める               |
| 二代目山中兵右衛門           | 1725年（享保10年）           | 1745年（延享2年）            | 1805年（文化2年）            | 初代兵右衛門の長男                               |
| 三代目山中兵右衛門           | 1758年（宝暦8年）            | 1777年（安永6年）            | 1825年（文政8年）            | 二代目兵右衛門の長男                             |
| 四代目山中兵右衛門           | 1805年（文化2年）            | 1825年（文政8年）            | 1868年（明治元年）           | 三代目兵右衛門の4男                              |
| 五代目山中兵右衛門           | 1832年（天保3年）            | 1848年（嘉衛元年）           | 1869年（明治2年）            | 四代目兵右衛門の2男                              |
| 初代山中安太郎               | 1865年（慶応元年）           | 1869年（明治2年）            | 1882年（明治15年）           | 五代目の長男、兵右衛門を名乗る前に死亡、子供なし |
| 二代目山中安太郎             | 1864年（元治元年）           | 1888年（明治21年）           | 1921年（大正10年）           | 山中家の縁者で養嗣子、二代目の孫娘と結婚         |
| 六代目山中兵右衛門           | 1892年（明治25年）           | 1921年（大正10年）           | 1979年（昭和54年）           | 二代目安太郎の次男、兵右衛門の名前を復活         |

### 近江日野商人館
1981年（昭和56年）には六代目山中兵右衛門の遺言によって日野町へ寄贈され、同年10月3日に資料館として近江日野商人館が開館した。
開館から6年後の1987年（昭和62年）11月には延べ入場者数が3万人を超えた。1998年（平成10年）1月16日には「近江日野商人館（旧山中兵右衛門家住宅）」の主屋、表門、西蔵、東蔵、物置、井戸屋形の6件が国の登録有形文化財（建造物）に登録された。
2007年（平成19年）4月には日野町立日野中学校の校長だった満田良順が早期退職し、正野雄三の後任として2代目の館長に就任した。満田は社会科教員時代から山岳信仰や修験道の研究を行っていた。日野町教育委員会が収集した十数万点の資料を読み解き、判明した新事実を企画展や常設展で紹介した。2006年（平成18年）の年間入館者数は約3000人だったが、2009年（平成21年）には約7000人にまで増加した。
開館30周年を迎えた2011年（平成23年）10月には、近江商人記念館の年表などを展示する企画展「30年のあゆみ展」を開催した。2013年（平成25年）末には赤穂事件の際に江戸に居合わせた近江日野商人が江戸の様子を速報した書簡を公表し、全国の忠臣蔵ファンから大きな反響があった。当初は主に社会教育（生涯学習）の場として使用されていたが、近年には観光や企業研修の場としての性格が強くなっている。入館者数は右肩上がりであり、コロナ禍前の2019年の年間入館者数は約1万人だった。
2021年（令和3年）10月には開館40周年を迎えた。2022年（令和4年）1月には館長の満田良順が、近江日野商人の歴史や経営理念について記した『近江日野商人の歴史と商法 近江商人四百年の奔流』を出版した。

## 建築

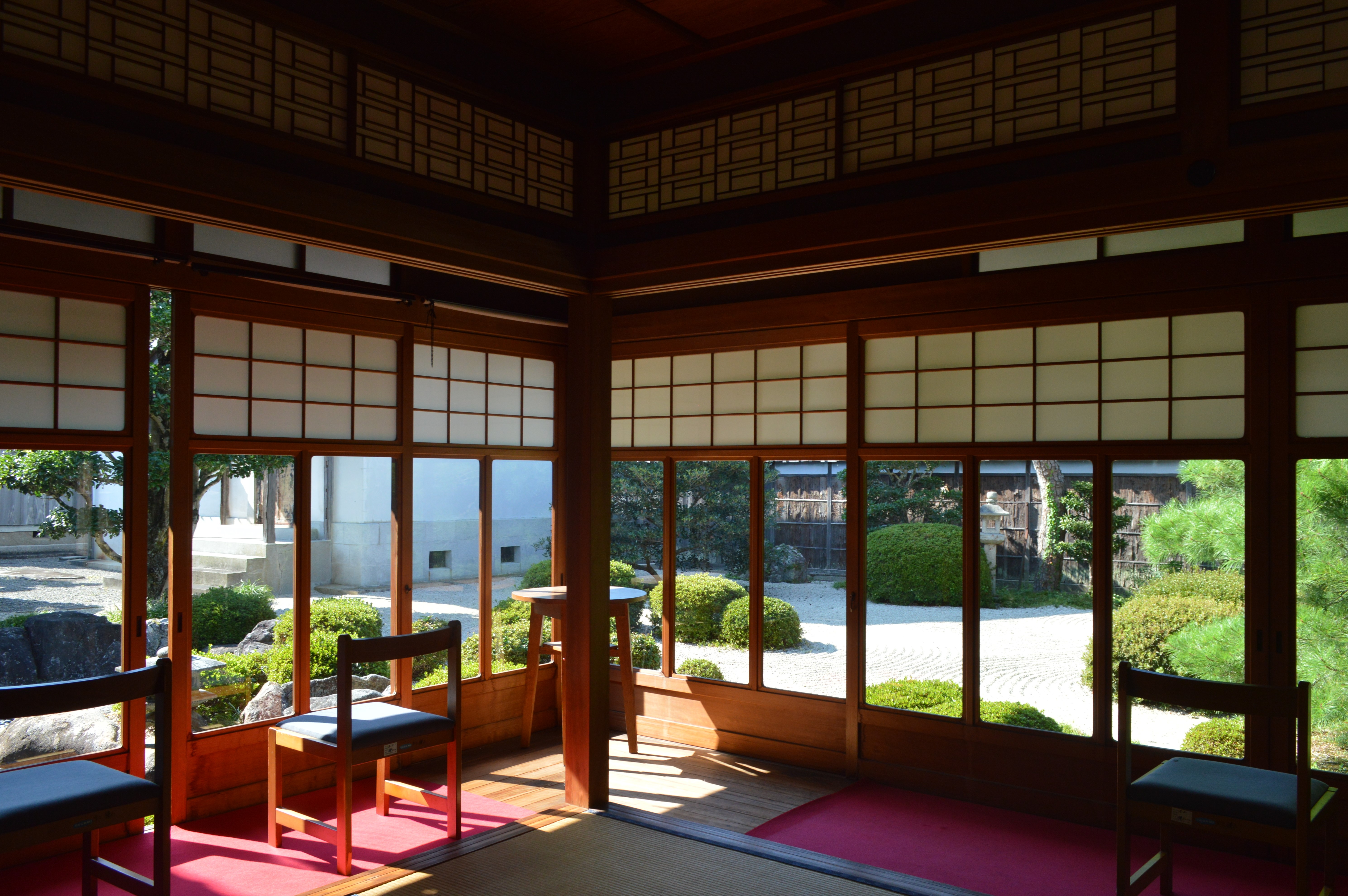
奥座敷と庭園

主屋の構造は、木造の入母屋造桟瓦葺2階建て。主屋のほか、座敷棟、釜屋（台所、女中部屋）、便所、土蔵などからなる。2階はかつて5室であったが、21世紀現在は資料室用に改造されている。板塀に囲まれた和風建築で、1936年（昭和11年）築の主屋・東蔵・西蔵・表門と、1943年（昭和18年）築の井戸屋形・物置が、国登録有形文化財に登録されている。
一見質素なたたずまいであるが、良質の木材と細部にこだわった丁寧なつくりが特徴である。近江日野商人は質素倹約を良としたことから、外観は質素でも良質な材を用いて丁寧に建てた佇まいが「八幡表に日野裏」と語られた、典型的な近江日野商人の屋敷となっている。当時としては先進的な水洗トイレや上水道などが採用されており、またバリアフリー構造となっている。

## 展示

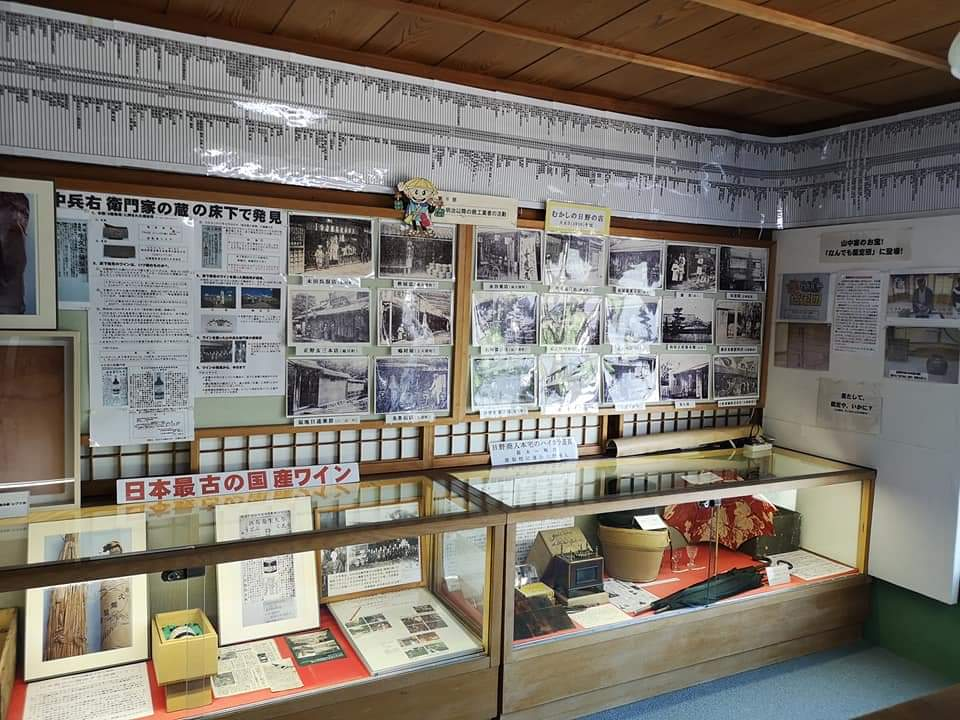
近江日野商人館展示室

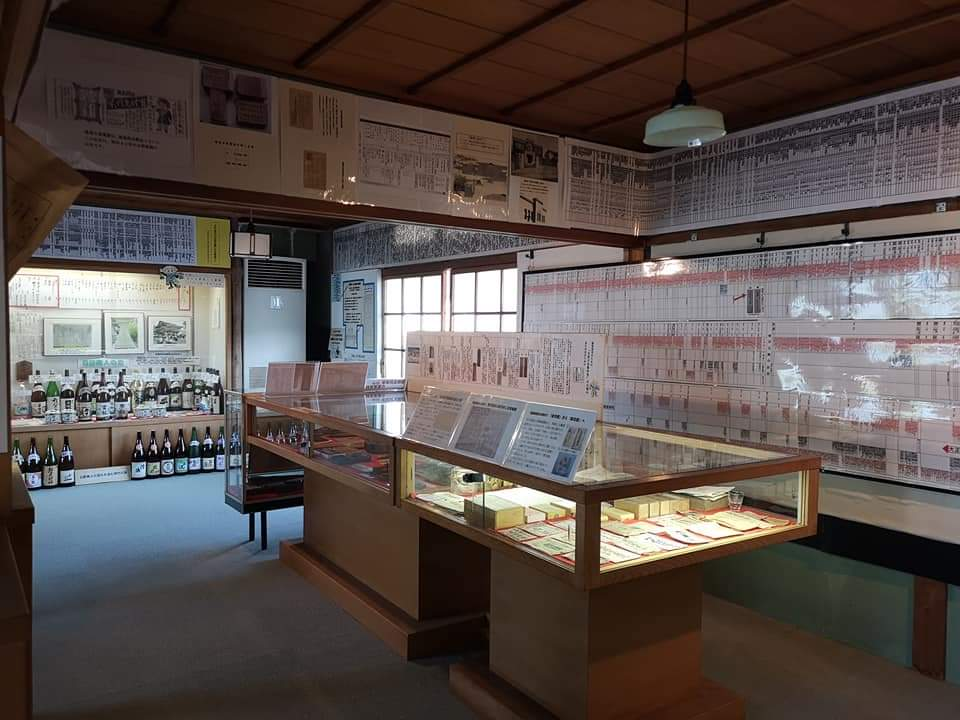
近江日野商人館展示室

他の近江商人と比較しながら近江日野商人の特色を示す展示が行われている。近江日野商人の歴史をはじめ、行商品や道中具、店頭品、引き札、家訓など商いぶりを伝える資料を展示している。
常設展「天下に躍動した関東兵衛 三百年の歴史」を開催している。企画展を年数回開催しており、企画展は2021年度時点で162回を数える。滋賀県外からの入館者が多いとされる。

### 主要な展示物

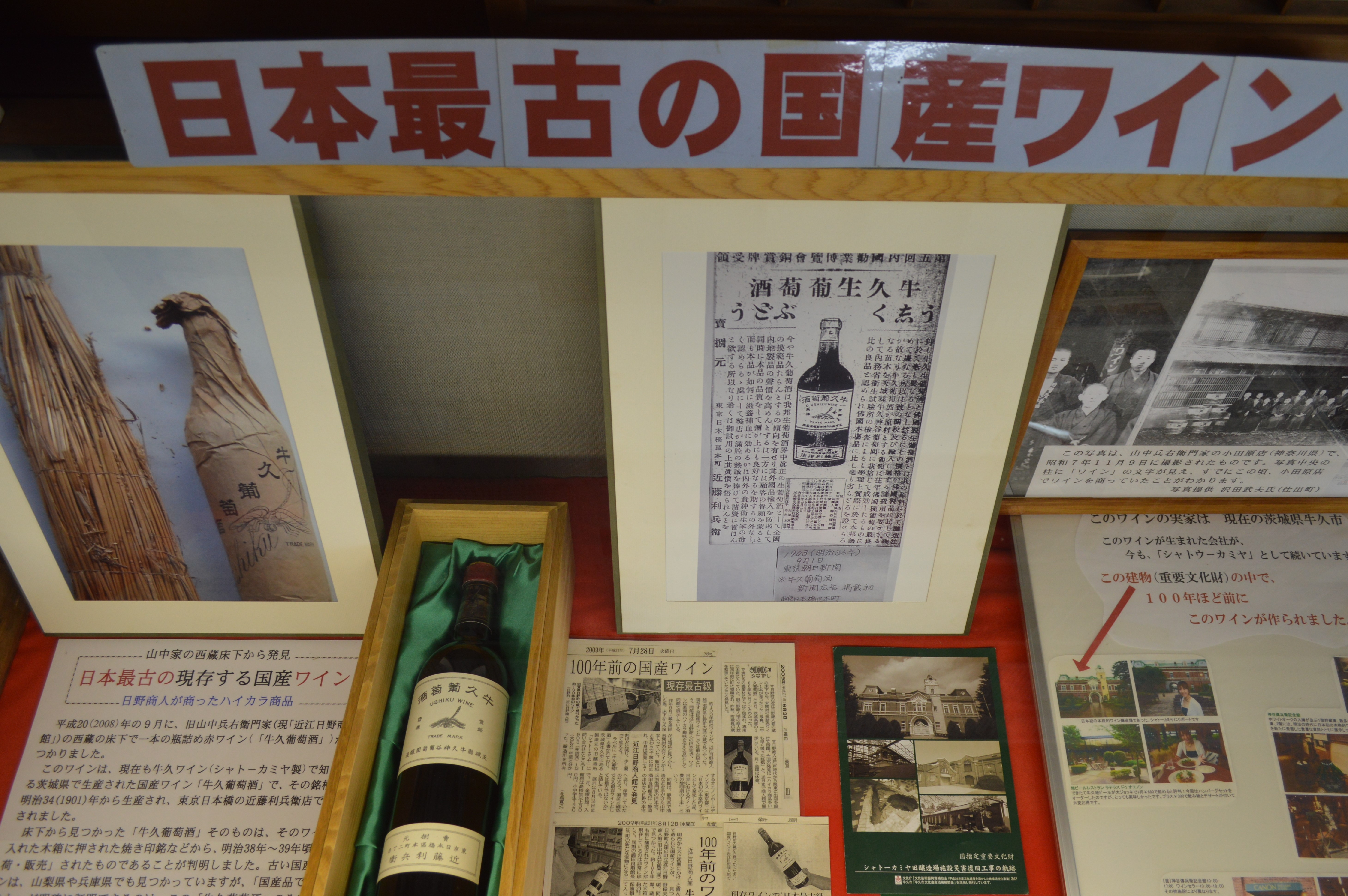
現存最古の国産ワインに関する展示

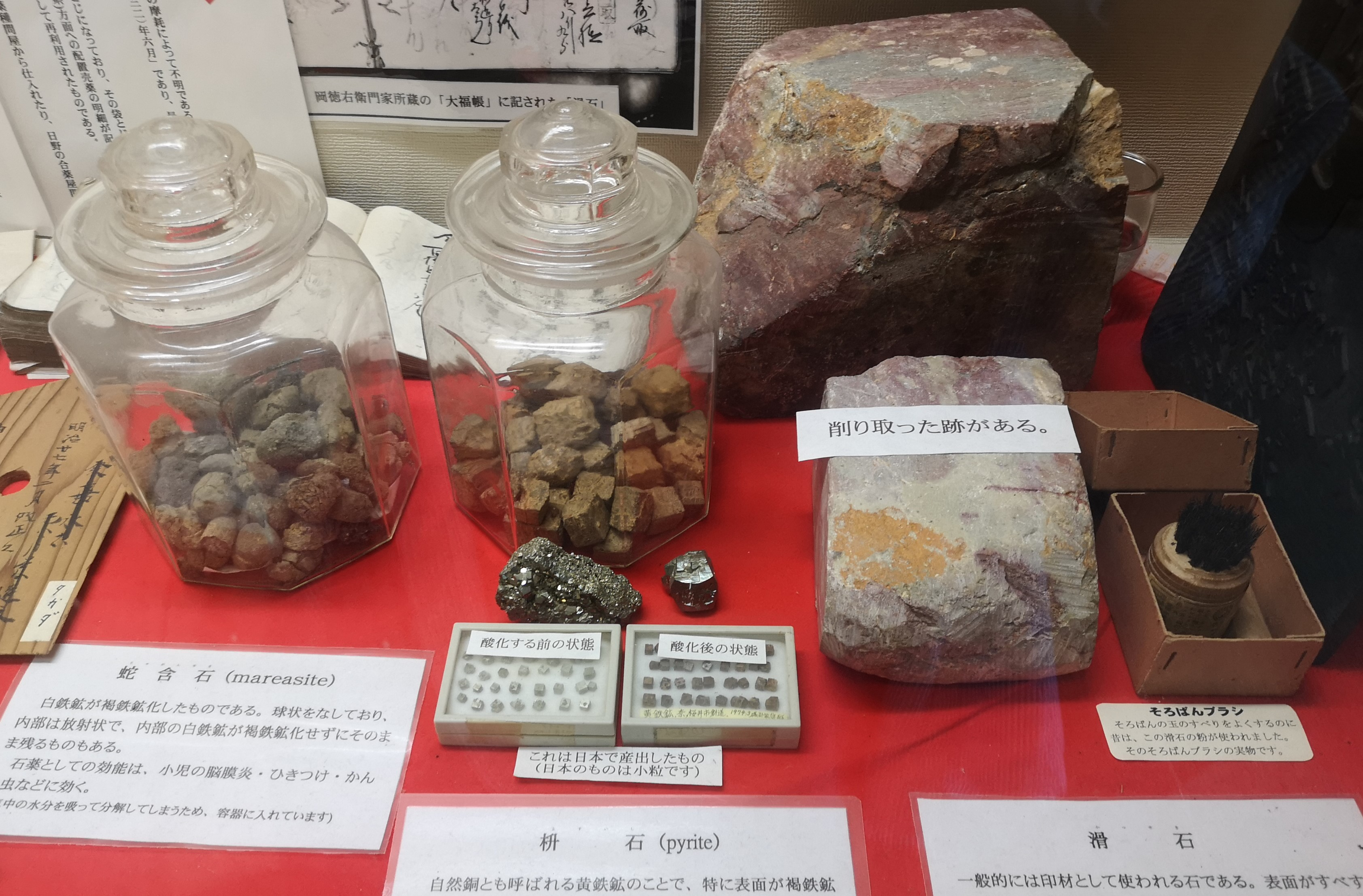
石薬

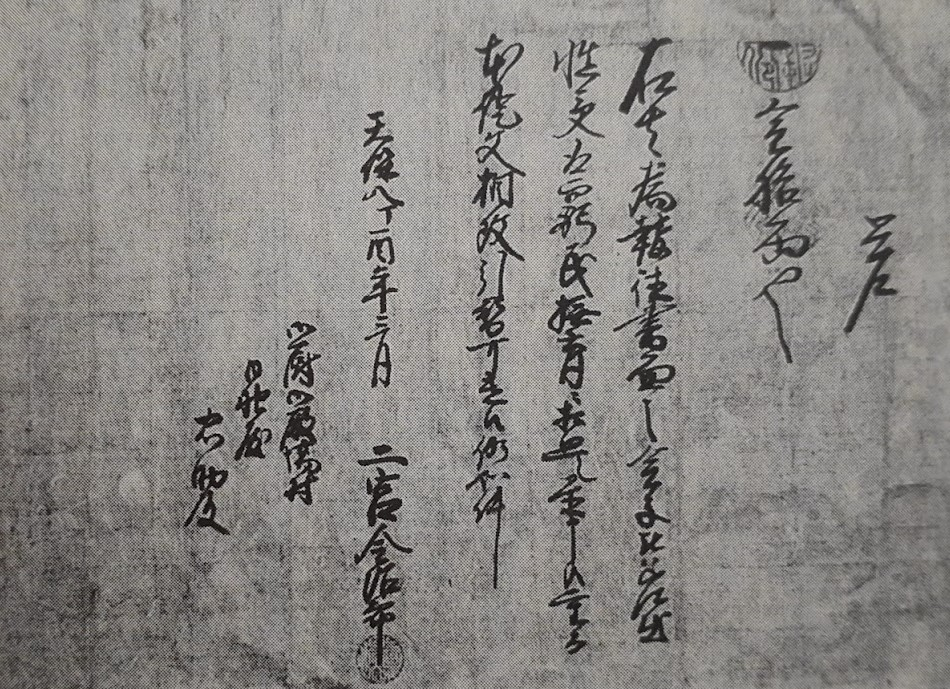
二宮金次郎直筆の領収書

下記の特筆される展示品のほか、江戸時代に司馬江漢が作成して近江日野商人宅でお披露目された「地球全図」、江戸時代末期にオランダ人によって将軍に献上されたエレキテル（ガルヴァーニ電気治療器）などが常設展示されている。
惟喬親王絵像由来掛軸
かつての日野に、日野椀の生産に関わる多くの漆塗り職人が居住していたことを証明する重要な歴史的史料で、2階展示室の奥に常設展示されている。日野椀は蒲生氏によって日野の町が形作られた当初、他地域から持ち込まれた木椀を日野で漆塗りして「日野椀」として出荷する産業が盛況となり、その行商が後の近江日野商人の誕生へと繋がった。江戸時代後期には地場産の製薬業の発展に伴って日野椀づくりは衰退し、幕末には完全に姿を消した。
現存最古の国産ワイン
2008年（平成20年）9月頃、近江日野商人館の蔵の床下から、「牛久葡萄酒」のラベルが貼られたワインボトルが発見された。その後の調査によって、1905年（明治38年）から1913年（大正2年）の間に茨城県のシャトーカミヤ（現・牛久シャトー）で製造されたワインであることが判明し、現存する国産ワインとしては最古級という。
長崎貿易による舶来の石薬
牛久葡萄酒と同じとき、2008年（平成20年）に西蔵の床下から発見された海外製の木箱10箱に収められていたもので、滑石、枡石、蛇含石と呼ばれる3種類の薬の原材料である。古来貴重品とされ、長崎貿易で輸入されたものとみられる。日本国内で現存が確認されているのは、東大寺正倉院と近江日野商人館のみで、近江日野商人館のそれは、量的には正倉院に納められている「シルクロード伝来の石薬」よりはるかに多い。
赤穂事件（赤穂浪士討ち入り）当日の様子を伝える手紙
1703年（元禄15年）12月に赤穂浪士の吉良邸討ち入り事件に遭遇した1人の近江日野商人が、江戸から日野の本宅に宛てたニュース速報のような手紙。事件の数時間後に書かれたものとみられ、事件で騒然とする江戸市中の様子を生々しく伝える。180人が討ち入ったなどのデマ情報や、民衆が浅野側の「いさぎよさ」を讃えているといった感想も含まれる。
近江日野商人出店の年金資料
1900年（明治33年）の記録が常設展示されており、丁稚奉公以来長年勤務した者が退職後に受け取る終身年金や、配偶者への遺族年金も保証したことが伝えられる。別の複数の近江日野商人の出店では、退職金を出店で預かり、その利息分だけを盆と年末に支給する退職年金制度を、江戸時代にはすでに採用していたことも知られている。
近江日野商人が二宮金治郎に献金したことを記す直筆の領収書
近江日野商人は二宮金治郎が唱えた現在の信用金庫の基となる報徳思想に共感し、二宮を支援した。徳を貴ぶ人には利息なしで資金提供したもので、その資金の多くを近江日野商人が提供しており、その領収書とみられる。
日本政府からの依頼で近江日野商人の末裔が製作した陶器製の一銭硬貨（陶貨）
太平洋戦争中の金属回収令にあわせて製造された陶器製の貨幣で、愛知県瀬戸で陶器製造を営んでいた近江日野商人の老舗で製造された。通貨として流通する直前に敗戦を迎えたため、実際には使用されず進駐軍に悪用されることをおそれ戦後すぐに廃棄された大日本帝国の貨幣で、大阪造幣局と製造元であった近江日野商人の瀬戸の工場でしか発見されていない。その瀬戸工場で見つかったものが、近江日野商人館で展示されている。
だるまコレクション
日野町内の個人から寄贈された4,096点のだるまコレクションがある。近江日野商人の心得に「たるまさん」精神とよばれるものがあることに由来する。近江日野商人・山中正吉の留守宅を預かっていた妻が自宅に1000点以上の達磨を置いただるま部屋を備え、出店に従業員を送り出す際には色紙にだるまの絵を描いて「心をたるまさんように、おきばりやす！」と訓辞したという逸話が残る。

### 企画展
21世紀初頭の主な企画展（直近15年間）
- 第97回企画展「天下に躍動した関東兵衛」（2007年度）
- 第98回企画展「第20回 日野と太平洋戦争展」（2007年度）
- 第99回企画展「日野曳山あれこれ展」（2007年度）
- 第100回企画展「近江湖東の勧請縄写真展」（2007年度）
- 第102回企画展「第20回 日野に伝わるひな人形展」（2007年度）
- 第107回企画展「日野に伝わるひな人形展・手まり展」（2008年度）
- 第110回企画展「日野町の引札展」（2009年度）
- 第114回企画展「日野商人ハイカラ道具展」（2010年度）
- 第117回企画展「贈答のたしなみ・折形の世界」（2010年度）
- 第119回企画展「30年のあゆみ展」（2011年度）
- 第120回企画展「セピア色の日野町古写真展」（2011年度）
- 第121回企画展「だるまサミット展」（2011年度）
- 第124回企画展「ひな人形・手まり・盆梅展」（2012年度）
- 第129回企画展「第26回 日野に伝わるひな人形展」（2013年度）
- 第130回企画展「セピア色の写真展 なつかしの日野町」（2014年度）
- 第131回企画展「万病感応丸創製300年」（2014年度）
- 第134回企画展「日野に伝わるひな人形展」（2014年度）
- 第137回企画展「日野商人の街の蓄音機展」（2015年度）
- 第141回企画展「日野駅改築百周年記念展」（2016年度）
- 第146回企画展「日野祭古写真展」（2017年度）
- 第152回企画展「大字大窪町五百年のあゆみ展」（2018年度）
- 第153回企画展「日野屋の山兵さん 開店三百年記念企画展示」（2018年度）
- 第156回企画展「日野の商工業をしのぶ引札展」（2019年度）
- 第157回企画展「童謡詩人細川雄太郎全作品公開展」（2019年度）
- 第159回企画展「第32回 日野に伝わるひな人形展」（2019年度）
- 第162回企画展「故奥村三郎遺作盆栽展」（2021年度）

## 交通アクセス
- JR東海道本線（琵琶湖線）および近江鉄道八日市線（万葉あかね線）近江八幡駅または近江鉄道本線（水口・蒲生野線）日野駅から近江鉄道バス北畑口行きで大窪停留所下車、徒歩約3分。